# Guarino Guarini

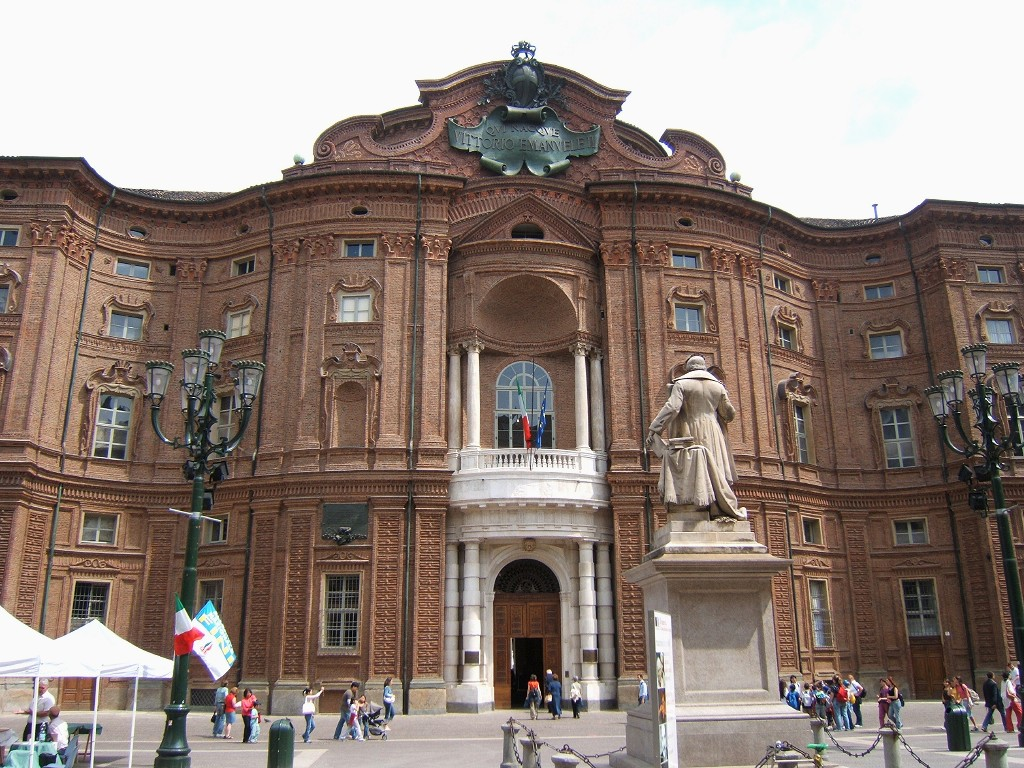
Palazzo Carignano, Turin.

Guarino Guarini, egentligen Camillo Guarini, född 7 januari 1624 i Modena, Hertigdömet Modena och Reggio, död 6 mars 1683 i Milano, Hertigdömet Milano, var en italiensk arkitekt under högbarocken. Han var huvudsakligen verksam i Turin.
Vid sidan av Bernini och Borromini var han den italienska barockens främste arkitekt, och anslöt sig särskilt till den senares arkitektoniska formspråk. Han kallades av Jules Mazarin till Paris och var därefter i Turin verksam för hertigen av Savoyen. Han vistades troligen även i Lissabon och Spanien. I sin monumentala uppfattning var han en av sin tid yppersta och utövade stort inflytande bland annat på den tyska barocken.
Förutom att rita kyrkor som San Lorenzo och Sant'Andrea med komplicerade kupolkonstruktioner ritade Guarini Palazzo Carignano (1679–1685), vars fasad uppvisar starka kontraster mellan konvexa och konkava ytor, samt kungliga slottet Racconigi i Racconigi i Piemonte.

## Byggnadsverk
- Somaskordens kyrka, Messina (ej realiserad)
- Fasaden till Santissima Annunziata och teatinordens palats, Messina (förstört vid jordbävning 1908)
- Sainte-Anne-la-Royale, Paris (1662, förstörd 1823)
- Santa Maria della Divina Providenca, Lissabon (förstört vid jordbävning 1755)
- San Filippo Neri, Messina (fullbordad av Filippo Juvarra)
- Collegio dei Nobili, Turin (1678)
- Cappella della Sacra Sindone (1668–1694, Turin)
- San Lorenzo, Turin (1668–1687)
- Palazzo Carignano, Turin (1685)
- Sant'Andrea, Bra (1687)